# カーライル (イングランド)
カーライル （Carlisle）は、イギリス・カンブリア州の都市。人口は71,773人（2001年）。
イングランドの歴史的行政区画カンバーランドの町として、スコットランド国境に近いことから軍事の要所とされてきた。1092年にウィリアム2世の命令でカーライル城が建てられ、一時スコットランド女王メアリー1世が幽閉されていた。

## 歴史

### 由来
古代ローマ人は、現在のカーライル付近の自分たちの居住地をルグバリウム (Luguvalium) と名付けた。しかし、11世紀から12世紀頃の文書には、Caer Luel、またCael Llewelynと記録されていた。Caerとは城と同義である。Luelとはウェールズ語で人名を意味し、ローマ人がやってきてローマ化されるまではウェールズ語を話す人々が定住し続けていたことを意味した。カンブリアは9世紀にはケルト王を抱くストラスクライド王国の支配下にあった。ウェールズ語の名前が一部復活した。現代ウェールズ語でカーライルは"Caerliwelydd"という。

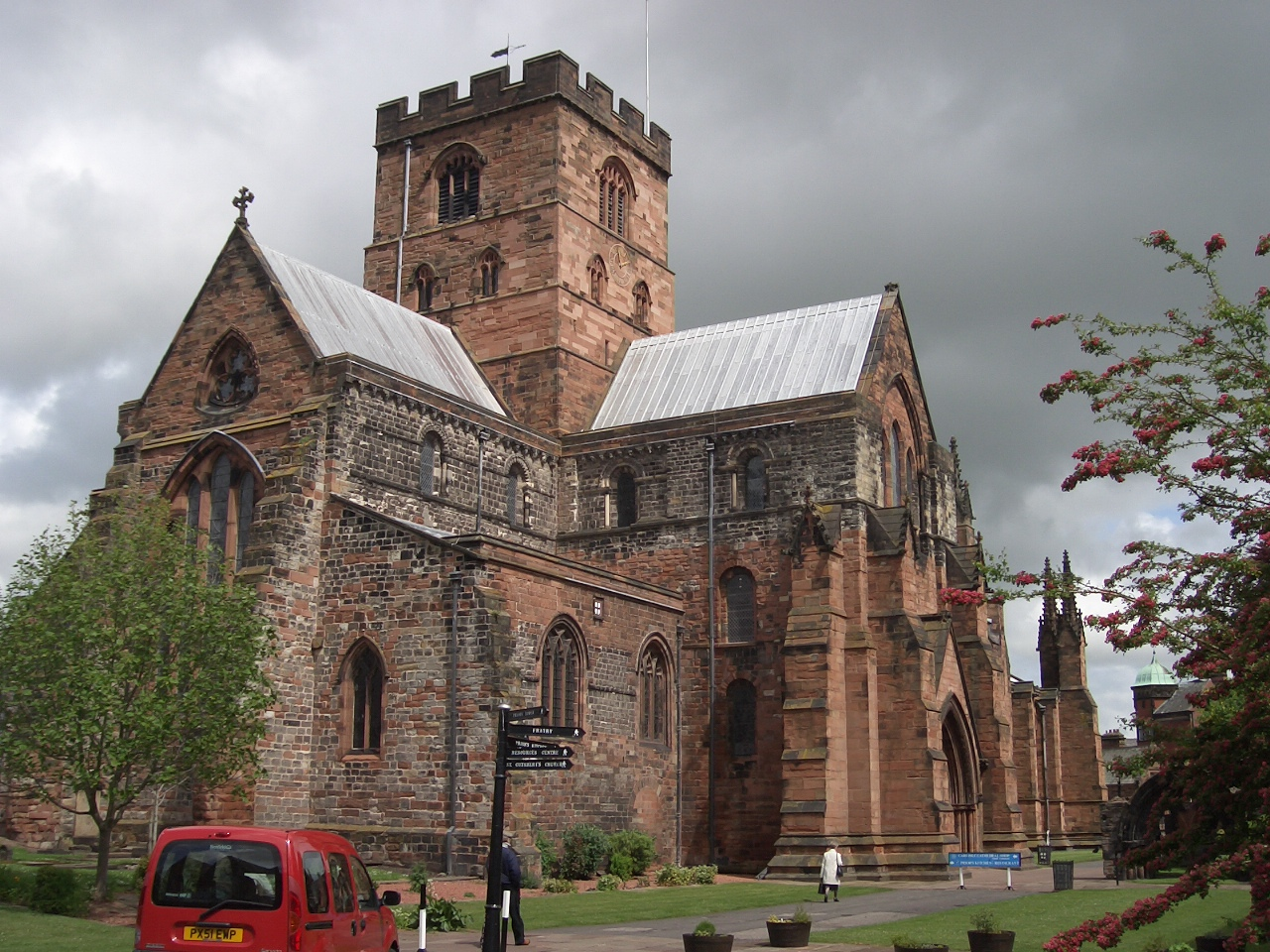
カーライル聖堂

### ローマ時代
72年か73年頃、ローマ帝国がカーライルに丸太の砦を築いた。103年から105年頃に破壊されたため、二度目の砦が築かれた。165年頃、この砦は石造りに建て替えられた。のちにこの砦はカルヴェティ種族の首都となった。

### 中世以降
カーライルはスコットランド国境最前の町であったり、時にはスコットランドのイングランド直近の町であったりした。2つの王国が軍事的重要性のあるカーライルを侵略、再獲得を繰り返したのである。 
1745年12月、ステュアート家の王子チャールズ・エドワード・ステュアートは、カンバーランド公ウィリアム・オーガスタス指揮のイギリス軍がカーライルを包囲する最中に捕らわれた。翌1746年、チャールズ・エドワードを支持するジャコバイト軍が撤退する間、彼はマンチェスター連隊に要塞としてのカーライルを「イングランドで少なくとも一つの町を保持し続けるよう」命じた。
1916年、第一次世界大戦中、イギリス政府は町中のパブとビール醸造所の全てを接収した。なぜなら、グレトナの軍需工場で働く労働者や建設作業員の間に、風土病ともいえる酒浸りが多かったからである。

## 地理

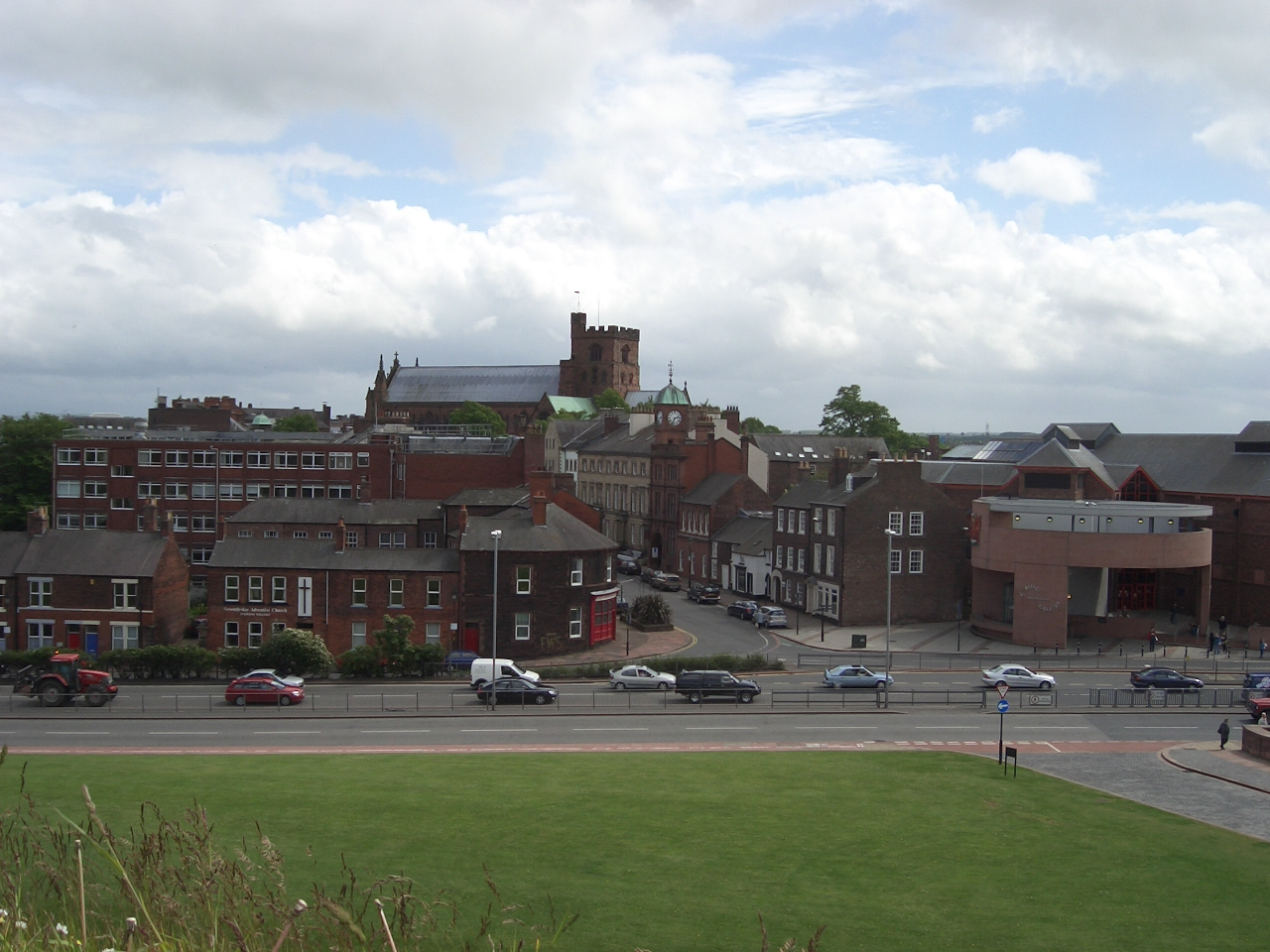
Carlisle from the castle

カーライル近郊にはイーデン川、カルデュー川、ペットリル川が流れる。ニューカッスル・アポン・タインの90キロ西、ランカスターの115キロ北、グラスゴーの145キロ南である。近隣の村はロングタウン、ペンリス、ブランプトン、ウィグトン、ハッグベック、ハーカー、カーウィンリー、ブラックフォードなどである。

## 交通
南へ向かうM6自動車道、グラスゴーへ向かうM74自動車道が通る。バス網は2社が参入している。イングランド西岸の主要駅カーライル駅もある。交通渋滞が問題となっている。

## 貿易と産業
19世紀から20世紀初頭にかけ、カーライルは工業都市として多くの織物業工場、機械工業の工場、食品加工業の工場を抱えていた。その多くはデントン・ホルム区に集中していた。19世紀初頭には、カルデュゲイトとカーライル港とをつなぐ水路が掘られた。水路はのち線路とするべく埋め立てられた。
2004年まで、カーライル最大の雇用主はノーザン・フーズ傘下のカヴァハン・アンド・グレイ社だった。2005年1月に工場が閉鎖されて近郊のイースタン・ウェイや他の工場へ分散されたため、ほぼ700人が職を失った。
2005年3月28日、カーライルはフェアトレード都市の称号を得た。

## 出身著名人
- デヴィッド・キング - フィギュアスケート選手。
- クリス・ハリス - ラグビー選手。
- マイク・フィギス - 映画監督。
- ポール・ハンティントン - サッカー選手。
- ジャラッド・ブランスウェイト - サッカー選手。